# Marquesado de Guadalerzas
El marquesado de Guadalerzas es un título nobiliario español creado el 13 de febrero de 1893 durante la minoría de edad del rey Alfonso XIII, por su madre, la reina regente María Cristina de Habsburgo Lorena a favor de Matías Nieto y Serrano, presidente de la Real Academia de Medicina, senador del Reino y caballero de la Orden de Isabel la Católica.
Su denominación hace referencia a la sierra de Guadalerzas, provincia de Toledo.

## Marqueses de Guadalerzas
|                           | Titular                               | Periodo                   |
| Creación por Alfonso XIII | Creación por Alfonso XIII             | Creación por Alfonso XIII |
| ------------------------- | ------------------------------------- | ------------------------- |
| I                         | Matías Nieto y Serrano                | 1893-1902                 |
| II                        | Emilio Nieto Pérez                    | 1902-1906                 |
| III                       | Carolina Nieto Pérez                  | 1906-1929                 |
| IV                        | José Luis López-Puigcerver y Nieto    | 1929-1967                 |
| V                         | Emilio López-Puigcerver y Nieto       | 1967-1976                 |
| VI                        | Luis López-Puigcerver y Blanco        | 1976-1996                 |
| VII                       | Antonio López-Puigcerver y Blanco     | 2000-2020                 |
| VIII                      | María Luisa López-Puigcerver Portillo | 2021-actual               |

## Historia de los marqueses de Guadalerzas
- Matías Nieto y Serrano (Palencia, 24 de febrero de 1813-Madrid, 3 de julio de 1902),[2] I marqués de Guadalerzas.[1]

Casó con Josefa Pérez Ruiz. Le sucedió, en 1902, su hijo:
- Emilio Nieto Pérez (Madrid, 1845-18 de febrero de 1906), II marqués de Guadalerzas,[1] académico de la Real Academia de Bellas Artes de San Fernando, diputado en Cortes por el distrito de La Laguna (1872-1873), senador vitalicio desde 1901 y vicepresidente del senado (1905-1907), periodista, político y publicista.[3]  Soltero. Le sucedió su hermana:[3]

- Carolina Nieto y Pérez (m. 1929), III marquesa de Guadalerzas.[1] Soltera. En 14 de abril de 1930 le sucedió su sobrino,[1] hijo de su hermana María Nieto y Pérez que había casado con Joaquín López-Puigcerver:[4]

- José Luis López-Puigcerver y Nieto, IV marqués de Guadalerzas.[1]

Casó con Adela Domingo Bazán y Goicuría. Le sucedió, en 16 de junio de 1967, su hermano:
- Emilio López-Puigcerver y Nieto, V marqués de Guadalerzas.[1]

Caso con Francisca Blanco Toledo. En 14 de octubre de 1976, le sucedió su hijo:
- Luis López-Puigcerver y Blanco, VI marqués de Guadalerzas.[1]

Casó con Carmen Niño de Balmaseda. Le sucedió su hermano el 8 de septiembre de 2000:
- Antonio López-Puigcerver y Blanco, VII marqués de Guadalerzas.[1]

Casó con María Luisa Portillo Fernández. Le sucedió su hija:
- María Luisa López-Puigcerver Portillo, VIII marquesa de Guadalerzas.[5]

Casó con José Manuel Clavaguera García